# Edifici Talaia
L'edifici Talaia (castellà: Torre Atalaya), és un gratacel situat a la confluència entre les avingudes Diagonal i de Sarrià, inclòs a l'Inventari del Patrimoni Arquitectònic Català.

## Història
Va ser projectat pels arquitectes Frederic Correa i Alfons Milà i construït entre el 1966 i 1971. És considerada una de les millors obres de l'equip Correa-Milà i va guanyar el premi FAD l'any 1973.

## Descripció
Destinat a habitatges particulars, és un dels primers blocs de pisos a l'estil dels gratacels americans que es va construir a Barcelona a principis de la dècada del 1970. La planta s'acosta a una creu gammada, seguint en tot moment unes pautes de simetria. L'immoble, de 550 m² de superfície en planta i 71,24 m d'alçada, consta de quatre plantes de soterranis, dues de locals i oficines i 22 apartaments.
A partir de la planta 17, els arquitectes van plantejar un canvi i es va passar de vuit a quatres habitatges per planta, amb què es va generar un nou ordre en el repartiment de les alçades. A més, en el perímetre de totes les plantes, es va crear un mòdul d'1 x 1 m per a evitar que les terrasses tinguessin una continuïtat en línia recta. A l'última planta hi ha un restaurant i a la façana es marca una mena de cornisa al voltant de tot l'edifici que trenca amb la verticalitat del bloc i es desmarca de la influència dels gratacels americans.
És un edifici de façana irregular amb jocs de volums molt ben estudiats en els que es combinen els balcons i les obertures, donant un gran ritme compositiu a les façanes. El perfil vertical és dentat, creat per les diverses terrasses que en sobresurten. Per a donar més uniformitat formal al conjunt, es va escollir un sol material per al revestiment de tot l'edifici: plaques de morter de ciment blanc prefabricades. La forma de la planta i la distribució i el color de la façana són característiques que n'accentuen la verticalitat tot i l'amplada de la torre.